# Bruno Pasquier
Pour les articles homonymes, voir Pasquier.
Bruno Pasquier, né le 10 décembre 1943 à Neuilly-sur-Seine, est un altiste français, fils de Pierre Pasquier également altiste.

## Biographie
Après un premier prix au Conservatoire national supérieur de musique de Paris en 1961, il remporte au sein du quatuor Bernède celui du Concours international ARD de Munich en 1965. Il est de 1965 à 1985 premier soliste à l'Orchestre de l'Opéra de Paris puis de 1985 à 1990 à l'Orchestre national de France. Depuis 1970, il enseigne au Conservatoire de Paris, d'abord comme assistant de Serge Collot, puis comme professeur d'alto et de musique de chambre (depuis 1983).
Il avait formé, avec son frère Régis, violoniste et chef d'orchestre, et le violoncelliste Roland Pidoux, un trio, aujourd'hui dissout, qui était recherché pour la qualité de ses interprétations.
Bruno Pasquier joue un alto de Paolo Maggini (début XVIIe siècle).